# Peltophyllum luteum
Peltophyllum luteum là một loài thực vật có hoa trong họ Triuridaceae. Loài này được Gardner miêu tả khoa học đầu tiên năm 1843.